# 니키타 트레구보프
니키타 미하일로비치 트레구보프(러시아어: Ники́та Миха́йлович Трегу́бов, 1995년 2월 14일~)는 러시아의 스켈레톤 선수이다. 2015년부터 2018년까지 4회 연속 러시아 주니어 선수권대회 챔피언을 달성하였으며, 2018년 유럽 선수권대회 은메달, 2016년 유럽 선수권대회 동메달을 획득하였고 2017년 세계 선수권대회에서 은메달을 차지하였다.

## 생애
1995년 러시아 크라스노야르스크에서 태어나, 크라스노야르스크 사관학교를 졸업하였다. 15살 때인 2010년부터 스켈레톤을 시작했으며, 뛰어난 체격과 인내심으로 목표를 이뤄가며 높은 기록을 빠르게 세워나간 결과, 2015년부터 러시아 전국 주니어 선수권대회에서 우승하게 되었다.
이에 앞서 2012년 이탈리아 체사노와 오스트리아 이글스에서 열린 세계 주니어 선수권대회에서 8위를 차지하였다. 2012/13 시즌에는 유럽 대회에 8회 출전하였으며 2012년 독일 쾨닉세에서 열린 유럽 대회에서 은메달을 획득하였다. 유러피언컵 전체 순위에서는 4위를 차지했다. 이후 2012년 라트비아 시굴다와 2013년 러시아 소치에서 열린 주니어 선수권 대회에서 우승을 차지했다.
2014년 동계 올림픽에서 올림픽 데뷔무대를 치렀으며 6위로 대회를 마감하였다. 이듬해 2015년에는 다시 한번 세계 주니어 선수권대회 정상을 차지했고, 독일 빈터베르크에서 열린 성인 세계선수권대회에서 4위를 기록하였다. 2016년 생모리츠 월드컵에서는 4위를 기록했으며 유럽대회에서 동메달을 땄다. 이 후 크라스노야르스크 주립대학원에서 석사과정에 진학하였다.
2018년 동계 올림픽에는 '러시아 출신' 국가대표로 다시 출전하였으며, 1차부터 2위를 기록하며 1위 윤성빈 선수를 0.74초차로 압박하였다. 3차에서는 잠시 뒤쳐지는 모습을 보였으나 4차에서 윤성빈 선수에 이어 종합기록 2위를 기록, 첫 올림픽 은메달을 획득하였다.